# 公园大道101号
公园大道101号（英語：101 Park Avenue）是位于美國纽约市的一栋高192公尺的摩天楼。位於紐約市紐約市曼哈頓默里山附近的第 41 街和公園大道。施工工期为1979年到1982年，共有49 层。該建築有自己的郵政編碼，10178， 截至 2019 年，它是曼哈頓擁有自己郵政編碼的 41 座建築之一。

## 在影视产业中出现的地方
在1987年的电影《成功的秘密》中，它被用作虚构的“Pemrose building”的立面，以及1990年上映的电影《小精灵续集》中虚构的“Clamp Tower”的立面。该建筑出现在1991年杰夫·布里奇斯主演的电影《奇幻城市》，并在《宋飞传》第九季的几集中作为乔治·科斯坦扎办公室所在地，并在电影《Crazy People》中饰演达德利·摩尔的角色办公室。感兴趣的人多次使用该建筑，包括在第一季担任IFT总部。在2012年上映的电影《复仇者联盟》中，它是一座崩塌的大楼。在2012年理查德·基尔主演的电影《套利交易》中，它被用于短暂的拍摄。最近，它是2019年上映的电影《非凡浪漫》中的办公室。这些建筑的屋顶在1985年第二季《Miami Vice》的长篇开场白中被使用，Crockett & Tubbs面临与一名纽约警察局摊牌，纽约警察局敌视他们对在该市运营的哥伦比亚一家强大的毒品交易辛迪加的调查。
米歇尔·佩特鲁恰尼（Michel Petrucciani）为《Looking up》作品拍摄的剪辑的最后镜头也是在这座摩天大楼的屋顶上拍摄的。